# Dhanbari
Dhanbari (en bengali : ধনবাড়ী) est une upazila du Bangladesh dans le district de Tangail. En 2011, on y dénombrait 203 284 habitants.